# Ayodhya
Ayodhya là một thành phố và quận lỵ của quận Faizabad thuộc tiểu bang Uttar Pradesh, Ấn Độ.

## Địa lý
Ayodhya có vị trí 26°48′B 82°12′Đ / 26,8°B 82,2°Đ Nó có độ cao trung bình là 93 mét (305 foot).

## Nhân khẩu
Theo điều tra dân số năm 2001 của Ấn Độ, Ayodhya có dân số 49.593 người. Nam giới chiếm 59% còn 41% là nữ giới. Ayodhya có tỷ lệ 65% biết đọc biết viết, cao hơn tỷ lệ trung bình toàn quốc là 59,5%: tỷ lệ cho phái nam là 72%, và tỷ lệ cho phái nữ là 53%. Tại Ayodhya, 12% số dân dưới 6 tuổi.